# 2016-os MotoGP osztrák nagydíj
A 2016-os MotoGP osztrák nagydíjat augusztus 12. és 14. között rendezték. A MotoGP-t Andrea Iannone, a Moto2-t Johann Zarco, míg a Moto3-at Joan Mir nyerte meg.

## MotoGP

### Időmérő
A MotoGP időmérőjét augusztus 13-án, délután rendezték. A pole-pozíciót Andrea Iannone szerezte meg Valentino Rossi és Andrea Dovizioso előtt.
| MotoGP időmérő        | MotoGP időmérő | MotoGP időmérő   | MotoGP időmérő | MotoGP időmérő | MotoGP időmérő | MotoGP időmérő |
| Helyezés              | Rajtszám       | Versenyző        | Motor          | Q1             | Q2             | Körök          |
| --------------------- | -------------- | ---------------- | -------------- | -------------- | -------------- | -------------- |
| 1.                    | 29             | Andrea Iannone   | Ducati         |                | 1:23,142       | 8              |
| 2.                    | 46             | Valentino Rossi  | Yamaha         |                | 1:23,289       | 9              |
| 3.                    | 04             | Andrea Dovizioso | Ducati         |                | 1:23,298       | 9              |
| 4.                    | 99             | Jorge Lorenzo    | Yamaha         |                | 1:23,361       | 9              |
| 5.                    | 93             | Marc Márquez     | Honda          |                | 1:23,475       | 9              |
| 6.                    | 25             | Maverick Viñales | Suzuki         |                | 1:23,584       | 8              |
| 7.                    | 35             | Cal Crutchlow    | Honda          | 1:23,970       | 1:23,597       | 9              |
| 8.                    | 45             | Scott Redding    | Ducati         |                | 1:23,777       | 8              |
| 9.                    | 41             | Aleix Espargaró  | Suzuki         |                | 1:23,813       | 8              |
| 10.                   | 8              | Héctor Barberá   | Ducati         |                | 1:23,822       | 8              |
| 11.                   | 50             | Eugene Laverty   | Ducati         | 1:23,961       | 1:24,218       | 9              |
| 12.                   | 26             | Dani Pedrosa     | Honda          |                | 1:24,263       | 9              |
| 13.                   | 9              | Danilo Petrucci  | Ducati         | 1:24,123       |                | 9              |
| 14.                   | 38             | Bradley Smith    | Yamaha         | 1:24,126       |                | 9              |
| 15.                   | 44             | Pol Espargaró    | Yamaha         | 1:24,265       |                | 7              |
| 16.                   | 68             | Yonny Hernández  | Ducati         | 1:24,472       |                | 8              |
| 17.                   | 51             | Michele Pirro    | Ducati         | 1:24,593       |                | 8              |
| 18.                   | 53             | Tito Rabat       | Honda          | 1:24,665       |                | 9              |
| 19.                   | 19             | Álvaro Bautista  | Aprilia        | 1:24,673       |                | 8              |
| 20.                   | 43             | Jack Miller      | Honda          | 1:24,852       |                | 7              |
| 21.                   | 6              | Stefan Bradl     | Aprilia        | 1:24,895       |                | 8              |
| 22.                   | 76             | Loris Baz        | Ducati         | 1:25,192       |                | 9              |
| HIVATALOS VÉGEREDMÉNY |                |                  |                |                |                |                |

### Futam
A MotoGP futamát augusztus 14-én, délután rendezték. Iannone megtartotta a vezetést, hiszen senkinek sem sikerült tökéletesen a rajtja. Igaz volt ez a mezőny hátsóbb részére is, ahol a két Apriliás, Barberá, Hernández és Crutchlow egyaránt kiugrottak a rajtnál, ezért áthajtásos büntetést kaptak. Mindegyikőjük letöltötte a büntetését Barberá kivételével, akit ezért fekete zászlóval kiintettek a versenyből. Eközben az élen Iannone Dovizioso, Rossi, Lorenzo, Márquez és Viñales haladtak. Rossi megpróbálta átvenni a vezetést, de túlcsúszott a kanyaron, így visszaesett a negyedik helyre. A verseny harmadánál Márquez és Viñales leszakadtak, az élen Dovizioso pedig megelőzte csapattársát. Az utolsó 10 körben az első négyes nagyjából együtt haladt, viszont ekkor látszani kezdett Iannone gumielőnye, hiszen ő egyedül puhább abroncsokkal indult, így az utolsó előtti kanyarban simán előzte vissza csapattársát. Ezután a két Ducati elhúzott a Yamaháktól, de Dovizioso is nehezen tudta tartani csapattársa tempóját. Iannone így megszerezte az első királykategóriás győzelmét, és a 2010-es ausztrál nagydíj utáni első Ducati-győzelmet szerezte meg Dovizioso és Lorenzo előtt. Mögöttük Rossi, Márquez és Viñales volt a sorrend, a legjobb 10-be még Pedrosa, Redding, Smith és Pol Espargaró fért be. A 11. helyért még az utolsó kanyarban is ádáz csata folyt Petrucci és Laverty között, de az olasz ütközött ellenfelével, aki így elesett és nem szerzett pontot. Petrucci a manőveréért végül 3 rajthelyes büntetést kapott a cseh nagydíjra.
| Helyezés              | Rajtszám | Versenyző        | Csapat  | Körök | Idő/Különbség | Rajthely | Pont |
| --------------------- | -------- | ---------------- | ------- | ----- | ------------- | -------- | ---- |
| 1.                    | 29       | Andrea Iannone   | Ducati  | 28    | 39:46,255     | 1        | 25   |
| 2.                    | 04       | Andrea Dovizioso | Ducati  | 28    | +0,938        | 3        | 20   |
| 3.                    | 99       | Jorge Lorenzo    | Yamaha  | 28    | +3,389        | 4        | 16   |
| 4.                    | 46       | Valentino Rossi  | Yamaha  | 28    | +3,815        | 2        | 13   |
| 5.                    | 93       | Marc Márquez     | Honda   | 28    | +11,813       | 5        | 11   |
| 6.                    | 25       | Maverick Viñales | Suzuki  | 28    | +14,341       | 6        | 10   |
| 7.                    | 26       | Dani Pedrosa     | Honda   | 28    | +17,063       | 12       | 9    |
| 8.                    | 45       | Scott Redding    | Ducati  | 28    | +29,437       | 8        | 8    |
| 9.                    | 38       | Bradley Smith    | Yamaha  | 28    | +29,785       | 14       | 7    |
| 10.                   | 44       | Pol Espargaró    | Yamaha  | 28    | +37,094       | 15       | 6    |
| 11.                   | 9        | Danilo Petrucci  | Ducati  | 28    | +39,765       | 13       | 5    |
| 12.                   | 51       | Michele Pirro    | Ducati  | 28    | +39,766       | 17       | 4    |
| 13.                   | 76       | Loris Baz        | Ducati  | 28    | +44,284       | 21       | 3    |
| 14.                   | 53       | Tito Rabat       | Honda   | 28    | +45,004       | 18       | 2    |
| 15.                   | 35       | Cal Crutchlow    | Honda   | 28    | +1:03,246     | 7        | 1    |
| 16.                   | 19       | Álvaro Bautista  | Aprilia | 28    | +1:12,448     | 19       |      |
| 17.                   | 68       | Yonny Hernández  | Ducati  | 28    | +1:14,517     | 16       |      |
| 18.                   | 50       | Eugene Laverty   | Ducati  | 28    | +1:36,510     | 11       |      |
| 19.                   | 6        | Stefan Bradl     | Aprilia | 27    | +1 kör        | 20       |      |
| Ki                    | 41       | Aleix Espargaró  | Suzuki  | 24    | Kiállt        | 9        |      |
| Kiz                   | 8        | Héctor Barberá   | Ducati  | –     | Kizárva       | 10       |      |
| Ni                    | 43       | Jack Miller      | Honda   | 0     | Nem indult    | –        |      |
| HIVATALOS VÉGEREDMÉNY |          |                  |         |       |               |          |      |

## Moto2

### Időmérő
A Moto2 időmérőjét augusztus 13-án, délután rendezték.
| Moto2 időmérő         | Moto2 időmérő | Moto2 időmérő       | Moto2 időmérő | Moto2 időmérő | Moto2 időmérő |
| Helyezés              | Rajtszám      | Versenyző           | Motor         | Idő           | Körök         |
| --------------------- | ------------- | ------------------- | ------------- | ------------- | ------------- |
| 1.                    | 5             | Johann Zarco        | Kalex         | 1:29,255      | 20            |
| 2.                    | 21            | Franco Morbidelli   | Kalex         | 1:29,367      | 23            |
| 3.                    | 12            | Thomas Lüthi        | Kalex         | 1:29,480      | 21            |
| 4.                    | 23            | Marcel Schrötter    | Kalex         | 1:29,645      | 22            |
| 5.                    | 73            | Álex Márquez        | Kalex         | 1:29,702      | 22            |
| 6.                    | 49            | Axel Pons           | Kalex         | 1:29,702      | 18            |
| 7.                    | 22            | Sam Lowes           | Kalex         | 1:29,714      | 26            |
| 8.                    | 30            | Nakagami Takaaki    | Kalex         | 1:29,728      | 22            |
| 9.                    | 40            | Álex Rins           | Kalex         | 1:29,752      | 24            |
| 10.                   | 94            | Jonas Folger        | Kalex         | 1:29,844      | 19            |
| 11.                   | 77            | Dominique Aegerter  | Kalex         | 1:29,861      | 23            |
| 12.                   | 7             | Lorenzo Baldassarri | Kalex         | 1:29,926      | 23            |
| 13.                   | 11            | Sandro Cortese      | Kalex         | 1:29,978      | 19            |
| 14.                   | 57            | Edgar Pons          | Kalex         | 1:30,031      | 23            |
| 15.                   | 52            | Danny Kent          | Kalex         | 1:30,129      | 17            |
| 16.                   | 55            | Hafizh Syahrin      | Kalex         | 1:30,264      | 23            |
| 17.                   | 54            | Mattia Pasini       | Kalex         | 1:30,305      | 21            |
| 18.                   | 44            | Miguel Oliveira     | Kalex         | 1:30,308      | 20            |
| 19.                   | 10            | Luca Marini         | Kalex         | 1:30,332      | 21            |
| 20.                   | 60            | Julián Simón        | Speed Up      | 1:30,400      | 21            |
| 21.                   | 14            | Rattapark Vilairot  | Kalex         | 1:30,438      | 23            |
| 22.                   | 24            | Simone Corsi        | Speed Up      | 1:30,622      | 21            |
| 23.                   | 87            | Remy Gardner        | Kalex         | 1:30,743      | 21            |
| 24.                   | 19            | Xavier Siméon       | Speed Up      | 1:30,762      | 22            |
| 25.                   | 32            | Isaac Viñales       | Tech 3        | 1:30,775      | 21            |
| 26.                   | 2             | Jesko Raffin        | Kalex         | 1:30,870      | 26            |
| 27.                   | 97            | Xavi Vierge         | Tech 3        | 1:30,878      | 24            |
| 28.                   | 70            | Robin Mulhauser     | Kalex         | 1:30,884      | 21            |
| HIVATALOS VÉGEREDMÉNY |               |                     |               |               |               |

### Futam
A Moto2 futamát augusztus 14-én, délután rendezték. Zarco nem rajtolt fényeset, visszaesett egészen a hatodik helyig, átadva a vezetést Morbidellinek és csapattársának, Márqueznek. Az első körökben Folger és Lowes is bukott, sőt utóbbi kétszer is. Lüthi is vesztett a rajtnál és Schrötterrel csatázott a harmadik helyért, majd később Zarcóval együtt megelőzték Márquezt. A táv felénél Morbidelli és Zarco elszakadt a többiektől majd kilenc körrel a vége előtt Zarco átvette a vezetést. Az olasz nem tudta tartani vele a lépést így Lüthi hamar felért rá és meg is előzte. Lüthi fokozatosan szakadt el üldözőétől, de Zarcót nem tudta utolérni. Mögötte Morbidelli tisztes távolságban követte, de nem volt elég közel hozzá, hogy meg tudja előzni. Később Lüthi előnye is elfogyott, de az olasz versenyző okosan nem támadta őt. Az utolsó körre Rins is felért rájuk, Morbidelli pedig az utolsó előtti kanyarban feljött a második helyre. Lüthi kiesett a ritmusból, így az utolsó kanyarban még Rins is elment mellette, lecsúszva így a dobogóról. Zarco problémamentesen, három másodperces előnnyel nyerte meg az osztrák futamot Morbidelli, Rins és Lüthi előtt. Schrötter végül negyedik lett, megelőzve Márquezt. A Top 10-be még Nakagami, Baldassarri, Axel Pons és Aegerter értek be.
| Helyezés              | Rajtszám | Versenyző           | Csapat   | Körök | Idő/Különbség | Rajthely | Pont |
| --------------------- | -------- | ------------------- | -------- | ----- | ------------- | -------- | ---- |
| 1.                    | 5        | Johann Zarco        | Kalex    | 25    | 37:34,180     | 1        | 25   |
| 2.                    | 21       | Franco Morbidelli   | Kalex    | 25    | +3,058        | 2        | 20   |
| 3.                    | 40       | Álex Rins           | Kalex    | 25    | +3,376        | 9        | 16   |
| 4.                    | 12       | Thomas Lüthi        | Kalex    | 25    | +3,467        | 3        | 13   |
| 5.                    | 23       | Marcel Schrötter    | Kalex    | 25    | +4,740        | 4        | 11   |
| 6.                    | 73       | Álex Márquez        | Kalex    | 25    | +9,416        | 5        | 10   |
| 7.                    | 30       | Nakagami Takaaki    | Kalex    | 25    | +10,178       | 8        | 9    |
| 8.                    | 7        | Lorenzo Baldassarri | Kalex    | 25    | +11,951       | 12       | 8    |
| 9.                    | 49       | Axel Pons           | Kalex    | 25    | +12,801       | 6        | 7    |
| 10.                   | 77       | Dominique Aegerter  | Kalex    | 25    | +13,977       | 11       | 6    |
| 11.                   | 11       | Sandro Cortese      | Kalex    | 25    | +18,046       | 13       | 5    |
| 12.                   | 52       | Danny Kent          | Kalex    | 25    | +18,284       | 15       | 4    |
| 13.                   | 54       | Mattia Pasini       | Kalex    | 25    | +18,424       | 17       | 3    |
| 14.                   | 44       | Miguel Oliveira     | Kalex    | 25    | +18,830       | 18       | 2    |
| 15.                   | 60       | Julián Simón        | Speed Up | 25    | +20,022       | 20       | 1    |
| 16.                   | 97       | Xavi Vierge         | Tech 3   | 25    | +28,885       | 27       |      |
| 17.                   | 10       | Luca Marini         | Kalex    | 25    | +28,970       | 19       |      |
| 18.                   | 32       | Isaac Viñales       | Tech 3   | 25    | +29,032       | 25       |      |
| 19.                   | 87       | Remy Gardner        | Kalex    | 25    | +29,115       | 23       |      |
| 20.                   | 57       | Edgar Pons          | Kalex    | 25    | +29,424       | 14       |      |
| 21.                   | 55       | Hafizh Syahrin      | Kalex    | 25    | +29,977       | 16       |      |
| 22.                   | 14       | Rattapark Vilairot  | Kalex    | 25    | +37,935       | 21       |      |
| 23.                   | 19       | Xavier Siméon       | Speed Up | 25    | +43,276       | 24       |      |
| 24.                   | 2        | Jesko Raffin        | Kalex    | 25    | +44,206       | 26       |      |
| 25.                   | 70       | Robin Mulhauser     | Kalex    | 25    | +48,835       | 28       |      |
| 26.                   | 94       | Jonas Folger        | Kalex    | 25    | +1:12,148     | 10       |      |
| Ki                    | 24       | Simone Corsi        | Speed Up | 12    | Kiállt        | 22       |      |
| Ki                    | 22       | Sam Lowes           | Kalex    | 9     | Kicsúszás     | 7        |      |
| HIVATALOS VÉGEREDMÉNY |          |                     |          |       |               |          |      |

## Moto3

### Időmérő
A Moto3 időmérőjét augusztus 13-án, délután rendezték.
| Moto3 időmérő         | Moto3 időmérő | Moto3 időmérő          | Moto3 időmérő | Moto3 időmérő | Moto3 időmérő |
| Helyezés              | Rajtszám      | Versenyző              | Motor         | Idő           | Körök         |
| --------------------- | ------------- | ---------------------- | ------------- | ------------- | ------------- |
| 1.                    | 36            | Joan Mir               | KTM           | 1:36,228      | 20            |
| 2.                    | 41            | Brad Binder            | KTM           | 1:36,335      | 19            |
| 3.                    | 33            | Enea Bastianini        | Honda         | 1:36,600      | 17            |
| 4.                    | 44            | Arón Canet             | Honda         | 1:36,661      | 18            |
| 5.                    | 20            | Fabio Quartararo       | KTM           | 1:36,693      | 20            |
| 6.                    | 21            | Francesco Bagnaia      | Mahindra      | 1:36,843      | 18            |
| 7.                    | 8             | Nicolò Bulega          | KTM           | 1:36,919      | 16            |
| 8.                    | 65            | Philipp Öttl           | KTM           | 1:36,929      | 18            |
| 9.                    | 4             | Fabio Di Giannantonio  | Honda         | 1:36,950      | 18            |
| 10.                   | 64            | Bo Bendsneyder         | KTM           | 1:36,965      | 20            |
| 11.                   | 5             | Romano Fenati          | KTM           | 1:36,993      | 13            |
| 12.                   | 95            | Jules Danilo           | Honda         | 1:37,159      | 16            |
| 13.                   | 23            | Niccolò Antonelli      | Honda         | 1:37,203      | 17            |
| 14.                   | 88            | Jorge Martín           | Mahibdra      | 1:37,209      | 17            |
| 15.                   | 58            | Juan Francisco Guevara | KTM           | 1:37,217      | 16            |
| 16.                   | 55            | Andrea Locatelli       | KTM           | 1:37,224      | 17            |
| 17.                   | 40            | Darryn Binder          | Mahindra      | 1:37,233      | 17            |
| 18.                   | 9             | Jorge Navarro          | Honda         | 1:37,237      | 18            |
| 19.                   | 19            | Gabriel Rodrigo        | KTM           | 1:37,252      | 14            |
| 20.                   | 53            | Marco Bezzecchi        | Mahindra      | 1:37,280      | 18            |
| 21.                   | 16            | Andrea Migno           | KTM           | 1:37,308      | 11            |
| 22.                   | 11            | Livio Loi              | Honda         | 1:37,462      | 20            |
| 23.                   | 62            | Stefano Manzi          | Mahindra      | 1:37,538      | 18            |
| 24.                   | 12            | Albert Arenas          | Peugeot       | 1:37,589      | 16            |
| 25.                   | 84            | Jakub Kornfeil         | Honda         | 1:37,619      | 17            |
| 26.                   | 76            | Ono Hiroki             | Honda         | 1:37,644      | 13            |
| 27.                   | 7             | Adam Norrodin          | Honda         | 1:37,808      | 16            |
| 28.                   | 89            | Khairul Idham Pawi     | Honda         | 1:37,812      | 17            |
| 29.                   | 17            | John McPhee            | Peugeot       | 1:37,874      | 18            |
| 30.                   | 43            | Stefano Valtulini      | Mahindra      | 1:38,075      | 18            |
| 31.                   | 6             | María Herrera          | KTM           | 1:38,250      | 16            |
| 32.                   | 42            | Marcos Ramírez         | Mahindra      | 1:38,347      | 16            |
| 33.                   | 24            | Szuzuki Tacuki         | Mahindra      | 1:38,395      | 16            |
| 34.                   | 3             | Fabio Spiranelli       | Mahindra      | 1:38,455      | 19            |
| 35.                   | 77            | Lorenzo Petrarca       | Mahindra      | 1:39,331      | 17            |
| HIVATALOS VÉGEREDMÉNY |               |                        |               |               |               |

### Futam
A Moto3 futamát augusztus 14-én, délelőtt rendezték. Mirt a rajtnál Brad Binder és Bastianini is megelőzte, ám a kör felénél ez a hármas elhúzott a mezőnytől. Később Mir csapattársa, Fabio Quartararo is felzárkózott hozzájuk, de a tizedik körre teljesen elfogyott az előnyük. Pár körrel később a négyes ismét elszakadt Öttl kíséretében, de a versenyben vezető kilété állandóan változott. Eközben még egy több fős csoport kialakult a mezőny elején, de végül nem tudtak felérni a vezetőkre. A verseny vége felé többen is próbálták megszerezni az első helyet, majd elszakadni, de ez senkinek nem sikerült. 4 körrel a vége előtt a bajnokság második helyén álló Jorge Navarro próbált meg felérni rájuk, de a hármas kanyarban hibázott és kiesett. Az élen az utolsó körig változott a sorrend: az első kanyar után még Bastianini vezetett, de egy kanyarral később már Binder volt az első. A következő kanyarban Mirnek sikerült átvennie a vezetést és kialakított egy minimális előnyt, amivel sikerült megszereznie első futamgyőzelmét az első pole-pozíciója után Brad Binder előtt. A harmadik helyen az utolsó kanyarban még Quartararo haladt, de Bastianini egy jobb kigyorsításnak köszönhetően csak pár centiméterrel előzte meg riválisát. Az ötödik Öttl lett megelőzve Martínt, Bendysendert, Di Giannantoniót, Bulegát és Loit.
| Helyezés              | Rajtszám | Versenyző              | Csapat   | Körök | Idő/Különbség | Rajthely | Pont |
| --------------------- | -------- | ---------------------- | -------- | ----- | ------------- | -------- | ---- |
| 1.                    | 36       | Joan Mir               | KTM      | 23    | 37:23,325     | 1        | 25   |
| 2.                    | 41       | Brad Binder            | KTM      | 23    | +0,279        | 2        | 20   |
| 3.                    | 33       | Enea Bastianini        | Honda    | 23    | +0,431        | 3        | 16   |
| 4.                    | 20       | Fabio Quartararo       | KTM      | 23    | +0,439        | 5        | 13   |
| 5.                    | 65       | Philipp Öttl           | KTM      | 23    | +0,600        | 8        | 11   |
| 6.                    | 88       | Jorge Martín           | Mahindra | 23    | +4,134        | 13       | 10   |
| 7.                    | 64       | Bo Bendsneyder         | KTM      | 23    | +4,161        | 10       | 9    |
| 8.                    | 4        | Fabio Di Giannantonio  | Honda    | 23    | +4,970        | 9        | 8    |
| 9.                    | 8        | Nicolò Bulega          | KTM      | 23    | +4,972        | 7        | 7    |
| 10.                   | 11       | Livio Loi              | Honda    | 23    | +5,262        | 21       | 6    |
| 11.                   | 21       | Francesco Bagnaia      | Mahindra | 23    | +5,415        | 6        | 5    |
| 12.                   | 58       | Juan Francisco Guevara | KTM      | 23    | +5,871        | 14       | 4    |
| 13.                   | 55       | Andrea Locatelli       | KTM      | 23    | +5,905        | 15       | 3    |
| 14.                   | 6        | María Herrera          | KTM      | 23    | +12,775       | 30       | 2    |
| 15.                   | 76       | Ono Hiroki             | Honda    | 23    | +12,839       | 24       | 1    |
| 16.                   | 95       | Jules Danilo           | Honda    | 23    | +12,842       | 11       |      |
| 17.                   | 40       | Darryn Binder          | Mahindra | 23    | +14,090       | 16       |      |
| 18.[1]                | 23       | Niccolò Antonelli      | Honda    | 23    | +14,406       | 12       |      |
| 19.[1]                | 84       | Jakub Kornfeil         | Honda    | 23    | +14,517       | 23       |      |
| 20.                   | 62       | Stefano Manzi          | Mahindra | 23    | +14,545       | 22       |      |
| 21.                   | 44       | Arón Canet             | Honda    | 23    | +14,663       | 4        |      |
| 22.                   | 12       | Albert Arenas          | Peugeot  | 23    | +17,132       | 26       |      |
| 23.                   | 7        | Adam Norrodin          | Honda    | 23    | +17,443       | 25       |      |
| 24.                   | 17       | John McPhee            | Peugeot  | 23    | +28,306       | 28       |      |
| 25.                   | 16       | Andrea Migno           | KTM      | 23    | +28,405       | 20       |      |
| 26.                   | 42       | Marco Ramírez          | Mahindra | 23    | +40,213       | 31       |      |
| 27.                   | 89       | Khairul Idham Pawi     | Honda    | 23    | +40,361       | 27       |      |
| 28.                   | 43       | Stefano Valtulini      | Mahindra | 23    | +1:04,040     | 29       |      |
| 29.                   | 3        | Fabio Spiranelli       | Mahindra | 23    | +1:04,058     | 33       |      |
| 30.                   | 77       | Lorenzo Petrarca       | Mahindra | 23    | +1:04,513     | 34       |      |
| Ki                    | 9        | Jorge Navarro          | Honda    | 18    | Kicsúszás     | 17       |      |
| Ki                    | 19       | Gabriel Rodrigo        | KTM      | 14    | Kicsúszás     | 18       |      |
| Ki                    | 53       | Marco Bezzecchi        | Mahindra | 5     | Kicsúszás     | 19       |      |
| Ki                    | 24       | Szuzuki Tacuki         | Honda    | 5     | Kicsúszás     | 32       |      |
| Ni[2]                 | 5        | Romano Fenati          | KTM      | 0     | Nem indult    | –        |      |
| HIVATALOS VÉGEREDMÉNY |          |                        |          |       |               |          |      |

Megjegyzések:
- ↑ 1:  Niccolò Antonelli és Jakub Kornfeil 1 helyes büntetésben részesültek a leintés után pályalevágásért.
- ↑ 2:  Romano Fenatit a csapata nem engedte versenyezni, mert az olasz versenyző többször is megszegte a csapat szabályait.[5]